# In München steht ein Hofbräuhaus

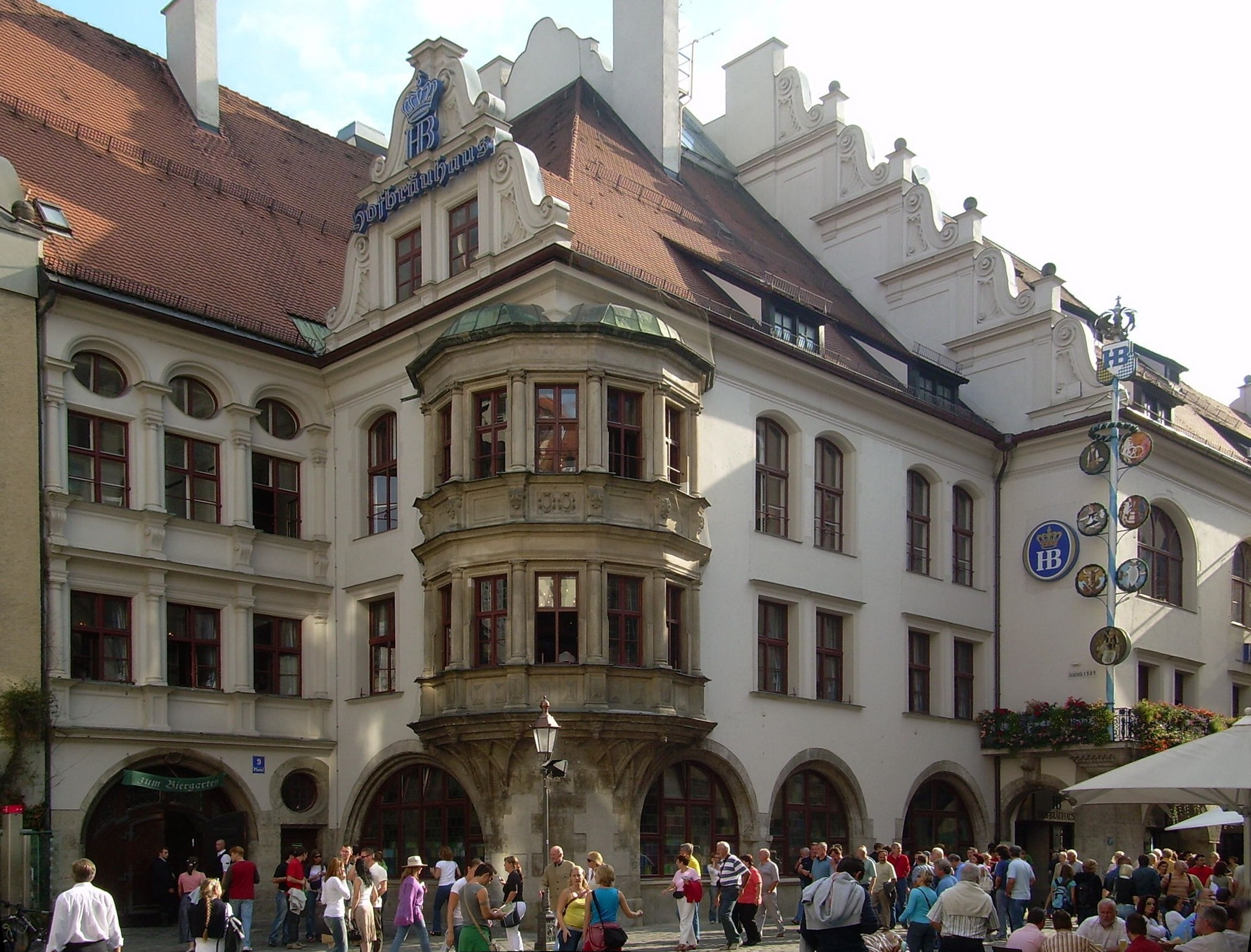
Das Hofbräuhaus am Platzl in München (Nordseite)

In München steht ein Hofbräuhaus ist der Titel des 1935 entstandenen Hofbräuhaus-Liedes, das heute weltweit zu den beliebtesten Stimmungsliedern zählt. Der eingängige Refrain des Gassenhauers lautet: In München steht ein Hofbräuhaus – oans, zwoa, g’suffa.

## Entstehung

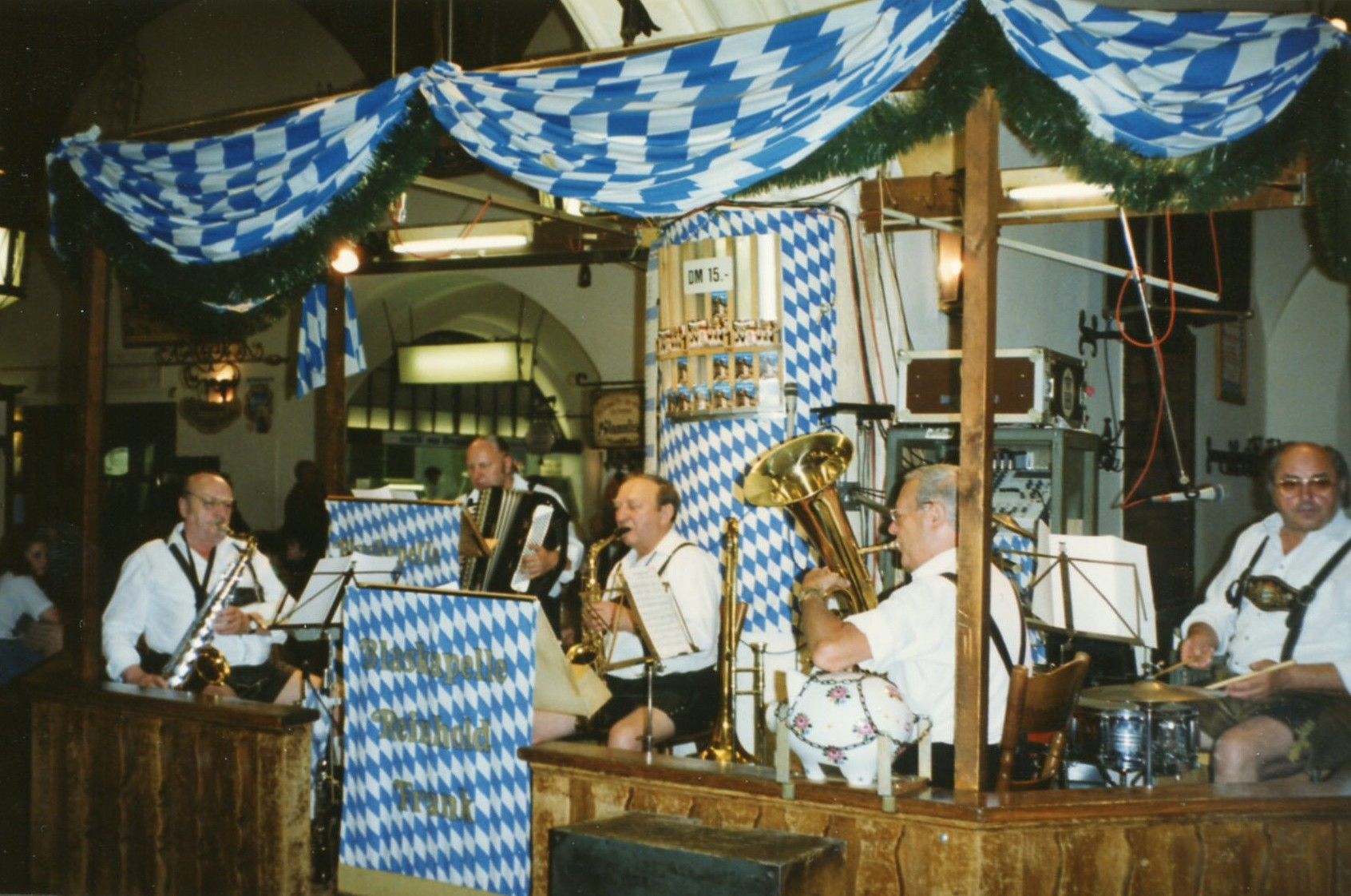
Im Hofbräuhaus spielt die Trachtenkapelle auf

Das Hofbräuhaus-Lied wurde von Wilhelm „Wiga“ Gabriel (1897–1964) aus Berlin komponiert. Die Legende berichtet, dass Gabriel die Melodie zum Text seines Freundes Klaus Siegfried Richter aus Hindelang im Berliner Café am Zoo eingefallen sein soll. Da der Komponist gerade kein Papier zur Hand gehabt habe, soll er die Noten kurzerhand auf dem Titelblatt der Berliner Illustrierten notiert haben. Der Beginn der Melodie weist allerdings Ähnlichkeiten mit der Münchener Stadthymne Solang der alte Peter auf. Gabriel soll bei der Komposition auf dieses Volkslied zurückgegriffen haben. Das Hofbräuhaus-Lied, musikalisch ein Walzer, wurde im September 1936 zum ersten Mal beim Dürkheimer Wurstmarkt aufgeführt. In der folgenden Fastnachtssession entwickelte es sich zum Faschingsschlager und fand so auch seinen Weg ins Hofbräuhaus, wo Gabriel es sogar einmal selbst dirigiert und zum Dank einen riesigen Bierkrug erhalten haben soll.
Zu den bekanntesten Interpreten des Liedes zählen Maxl Graf und Franzl Lang.

## Künstlerische Rezeption
Das Lied dient als Filmmusik für eine 1953 erstmals gezeigte Kinokomödie, die von einem Erbschaftsstreit zwischen einer Münchner und einer Berliner Familie vor dem Hintergrund des Oktoberfests handelt. Der Schwarzweißfilm trägt in Anlehnung an den Refrain des Hofbräuhaus-Liedes den Titel In München steht ein Hofbräuhaus. Das Drehbuch schrieben die österreichischen Schauspieler Rolf Olsen und Siegfried Breuer. Olsen trat außerdem selbst in dem Film auf, während Breuer Regie führte.
Später wurde der Anfang des Hofbräuhaus-Liedes dann von der Münchener Band Spider Murphy Gang zitiert. Ihre 1981 erschienene Nummer-eins-Single Skandal im Sperrbezirk beginnt mit den Worten: In München steht ein Hofbräuhaus – doch Freudenhäuser müssen 'raus. Das von vielen Zeitgenossen als Provokation empfundene Stück beschäftigt sich ironisch mit Prostitution und gesellschaftlicher Doppelmoral. Wegen eines Boykotts durch viele Radiosender verkaufte es sich 750.000 Mal und brachte der Band den bundesweiten Durchbruch.